# Diocesi di Massula
La diocesi di Massula (in latino Dioecesis Maxulitana) è una sede soppressa e sede titolare della Chiesa cattolica.

## Storia
Massula, identificabile con Radès nell'odierna Tunisia, è un'antica sede episcopale della provincia romana dell'Africa Proconsolare, suffraganea dell'arcidiocesi di Cartagine.
A Massula sono ricordati i santi martiri massilitani, che il martirologio romano celebra il 22 luglio (In Africa sanctorum Martyrum Januarii, Maximae et Macariae). Se ne conosce l'esistenza perché sant'Agostino li ricordò in un suo sermone nel giorno anniversario del martirio.
Sono quattro i vescovi documentati di Massula. Numidio I fu inviato come legato dell'Africa al concilio di Aquileia del 381; intervenne poi a tre concili celebrati a Cartagine nel 390 (presieduto da Geneclio di Cartagine), nel 411, dove fu presente anche il donatista Felice, e nel 416. Carcadio prese parte al sinodo riunito a Cartagine dal re vandalo Unerico nel 484, in seguito al quale venne esiliato. Numidio II assistette al concilio cartaginese del 525.
Dal XVIII secolo Massula è annoverata tra le sedi vescovili titolari della Chiesa cattolica; dal 15 maggio 1987 il vescovo titolare è Bosco Penha, già vescovo ausiliare di Bombay.

## Cronotassi

### Vescovi
- Numidio I † (prima del 390 - dopo il 411)
  - Felice † (menzionato nel 411) (vescovo donatista)
- Carcadio † (menzionato nel 484)
- Numidio II † (menzionato nel 525)

### Vescovi titolari
- Andrés Núñez Monteagudo † (23 febbraio 1739 - prima dell'11 luglio 1761 deceduto)
- Giovanni Maria Percoto, B. † (8 novembre 1765 - 12 dicembre 1776 deceduto)
- John Young † (4 gennaio 1793 - 19 giugno 1796 succeduto vescovo di Limerick)
- Jacques-Léonard Pérocheau, M.E.P. † (3 ottobre 1817 - 6 maggio 1861 deceduto)
- Léon-Paul Classe, M.Afr. † (26 aprile 1922 - 31 gennaio 1945 deceduto)
- Franciszek Jedwabski † (12 dicembre 1946 - 26 giugno 1975 deceduto)
- Oscar Serfilippi, O.F.M.Conv. † (3 settembre 1975 - 1º marzo 1978 nominato vescovo di Jesi)
- Izidor István Marosi † (31 marzo 1979 - 3 marzo 1987 nominato vescovo di Vác)
- Bosco Penha, dal 15 maggio 1987